# 阮廷詢 (進士)
阮廷詢（越南语：／；1867年—1941年），越南阮朝官員。

## 生平
阮廷詢是北江省諒江府洽和縣枚亭總鄒魯社（今屬北江省洽和縣枚亭社鄒魯村）人，嗣德二十年（1867年）出生。成泰九年（1897年），參加河南場鄉試，考中舉人。成泰十三年（1901年），阮廷詢會試中格，庭試考中三甲同進士出身，是該科第一名庭元。
成泰十五年（1903年），阮廷詢初授越安知縣，但他與法國殖民政府官員不合，不久後便調任安沛督學。後歷任寧平督學、河內市規識場督學。在河內，他結識了東京義塾阮尚賢、陶元溥、阮權、吳德繼等人。東京義塾被殖民政府鎮壓後，阮廷詢又回到寧平擔任督學。維新四年（1910年），又調任河東督學。
啟定二年（1917年），阮廷詢調任河南督學。啟定五年（1920年），調任北寧督學。次年（1921年），升任北寧按察使。啟定九年（1924年），調任太原按察使，并署理太原巡撫，後以巡撫銜致事。
保大十六年（1941年），阮廷詢去世，壽七十五歲。